# 매직스윙
매직스윙(Magic Swing)은 대한민국 경기도 용인시 처인구 포곡읍에 위치한 에버랜드의 매직랜드에 있는 어트랙션이다. 얼핏 보면 다소 바이킹 같지만 바이킹과는 달리 승물이 U자형처럼 생긴 굴곡 진 트랙을 따라 움직임과 함께 횡축으로 360˚ 회전을 한다.

## 테마곡
매직스윙 테마송(2004)
This is the 매직스윙!
신비한 꿈이 있어요, 여기는 매직스윙.
행복한 친구와 함께 This is the 매직스윙.
다 함께 떠난 이 시간 즐거움 가득하죠?
아이들의 끊이지 않는 웃음이 햇살을 가르네요?
마법의 세계로 떠나요 친구들과 손을 꼭 잡아요
사람들의 행복한 미소 넘쳐나요? 즐겨봐요 This is the 매직스윙
신비한 꿈이 있어요, 여기는 매직스윙.
행복한 친구와 함께 This is the 매직스윙.
신비한 꿈이 있어요 여기는 매직스윙.
행복한 친구와 함께 This is the 매직스윙
다 함께 떠난 이 시간 즐거움 가득하죠?
아이들의 끊이지 않는 웃음이 햇살을 가르네요?
마법의 세계로 떠나요 친구들과 손을 꼭 잡아요
사람들의 행복한 미소 넘쳐나요? 즐겨봐요 This is the 매직스윙
때로는 잊고 지낸 마법의 나라 This is the 매직스윙
우리 손을 뻗어 함께 가요 신비한 마법 세계~
신비한 꿈이 있어요, 여기는 매직스윙.
행복한 친구와 함께 This is the 매직스윙!
다 함께 떠나요 신비한 환상의 매직스윙 매직스윙